# صيدناني جميل
صيدناني جميل (الاسم العلمي: Tamias speciosus) (بالإنجليزية: Lodgepole Chipmunk)‏ هو نوع من الحيوانات يتبع جنس الصيدناني من الفصيلة السنجابية.